# Xarxa viària per als vianants (el Masnou)
La xarxa viària per als vianants és una obra del municipi del Masnou inclosa en l'Inventari del Patrimoni Arquitectònic de Catalunya.

## Descripció
Existeix al Masnou una estructura de xarxes viàries que caracteritzen el nucli antic de la vila i que resol adequadament el desnivell produït per la configuració de les illes longitudinals, paral·leles al mar, i traçades expressament d'aquesta manera per a fer possible una millor vista al mar en forma de terrasses assolellades. Aquesta tipologia respon a l'activitat marinera del Masnou. Es tracta d'un traçat urbà a base d'escalinates i rampes perpendiculars al mar que va des del nivell del mar fins al punt més alt del poble, on hi ha l'església de Sant Pere, o fins a la mateixa alçada. Aquesta xarxa viària data del segle xix.
Els carrers més importants que formen part d'aquesta xarxa viària són: carrer del Rector Pineda, escales del carrer de la Mare de Déu del Carme, carrer de Sant Pere, carrer de les escales dels Xiprers, carrer d'accés a la plaça de l'Església, carrer d'Antoni Gaudí, carrer de Sant Josep i "Les seixanta escales" de l'avinguda de Joan XXIII.